# География Сенегала

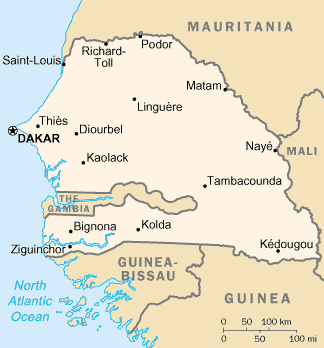

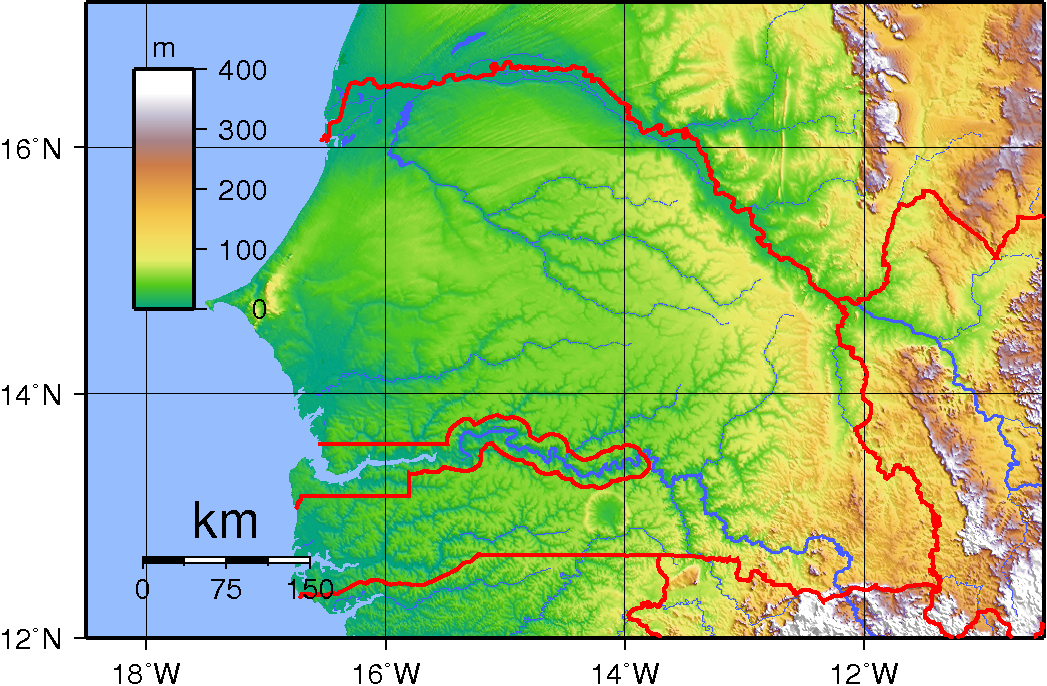
Topography of Senegal

Государство Сенегал находится в Западной Африке. Омывается водами Атлантического океана. Длина береговой линии — 531 км.
Площадь: общая — 196 190 км кв.
Протяженность границы с государствами Гамбия — 740 км, Гвинея — 330 км, Гвинея-Бисау — 338 км, Мали — 419 км, Мавритания — 813 км.
Высочайшая вершина Сенегала (безымянная) — 581 м.
Ландшафт в основном равнинный с небольшим подъёмом на юге. Климат субэкваториальный. Средние температуры: около 23 °C в январе и 28 °C в июле